# Бюккен, Эрнст
Э́рнст Бю́ккен (нем. Ernst Bücken; 2 июня 1884, Ахен, Германия — 28 июля 1949, Оверат, Германия) — немецкий музыковед, педагог и музыкальный писатель.

## Биография
Родился в семье производителя мануфактуры. Но семья была вынуждена перебраться из Бонна в Мюнхен, где в местном университете Бюккен изучал историю музыки (у Адольфа Зандбергера), фортепиано у Вальтера Браунфельса и Анны Хирцель-Лангенхан и композицию у Вальтера Курвуазье. В 1925—1945 годах был профессором Кёльнского университета. Параллельно С 1936 года доцент Высшей музыкальной школы (Кёльн).
Автор разработок концепций музыкальных стилей. Редактировал ряд изданий, в частности «Handbuch der Musikwissenschaft» (Bd 1-13, Wildpark-Potsdam, 1927-34), биографическую серию «Die grossen Meister der Musik» (Potsdam, 1932-н.в.) и др. Его перу принадлежат монографии о Людвиге ван Бетховене, Рихарде Вагнере, Вольфганге Амадее Моцарте, Роберте Шумане, Рихарде Штраусе и других.

## Сочинения
- Бюккен Эрнст, Героический стиль в опере. (Перевод на русский) — 1936, Москва.
- Бюккен Эрнст, Музыка эпохи рококо и классицизма. (Перевод на русский) — 1934, Москва.
- Handbuch der Musikwissenschaft, 10 Bände, 1927–1934.
- Anton Reicha: sein Leben und seine Kompositionen, Dissertation. — München, 1912.
- Der heroische Stil in der Oper. — Leipzig, 1924.
- Musik aus deutscher Art. — Köln, 1934.
- Musik der Deutschen. — Köln, 1941.